# Distrito de Ngora
El Distrito de Ngora es uno de los ciento once distritos administrativos que dan origen a la actual organización territorial de la República de Uganda. Su ciudad capital es la ciudad de Ngora.

## Localización
El distrito de Ngora comparte fronteras por el noroeste con el distrito de Soroti, por el noreste limita con el distrito de Katakwi, al este limita con el distrito de Kumi, por el sur limita con el distrito de Pallisa y al este lo hace con el distrito de Serere.

## Población
El distrito de Ngora cuenta con una población total de 101.867 habitantes según las cifras suministradas por el censo poblacional llevado a cabo durante el año 2002 en Uganda.